# ستيفن غروسمان
ستيفن غروسمان (بالإنجليزية: Steven Grossman)‏ هو ملحن ومغني ومغن مؤلف أمريكي، ولد في 1 سبتمبر 1951، وتوفي في 23 يونيو 1991.